# Gruppo di Improvvisazione Nuova Consonanza
El Gruppo di Improvvisazione Nuova Consonanza, también conocido por el acrónimo GINC o en algunas reimpresiones estadounidenses como Il Gruppo o The Group, fue un grupo de improvisación musical formado en Roma por Franco Evangelisti en 1964, considerado uno de los primeros colectivos experimentales de compositores junto con el grupo británico AMM.

## Historia del grupo

### Franco Evangelisti y el contexto romano.

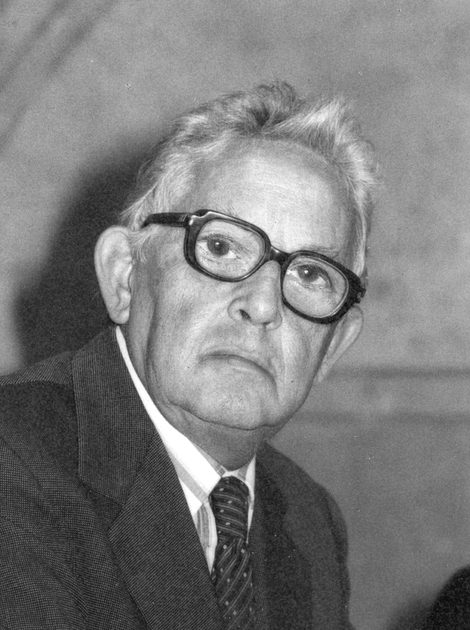
Goffredo Petrassi

En 1959 Franco Evangelisti regresó a Roma desde Alemania, donde participó entre 1952 y 1960 en los Cursos de Verano de Música Contemporánea en Darmstadt, y se adhirió parcialmente a las teorías compositivas de Werner Meyer-Eppler de la Universidad de Bonn sobre la música electrónica y sobre el concepto del azar en la música, que también lo impulsan a defender la necesidad de superar la fase compositiva: «desde hace más de 2000 años, en la India los intérpretes también son compositores, ya que esa música está vinculada a formas momentáneas». En la capital italiana, la música contemporánea encontró seguidores en el Conservatorio de Santa Cecilia gracias a los cursos de Goffredo Petrassi o en el centro de música electrónica de la Academia Filarmónica Romana. En este contexto, Evangelisti creó en 1959 la asociación Nuova Consonanza («Nueva Consonancia») para investigar el desarrollo de la composición contemporánea, la improvisación y el ruido y los sistemas de ruido y antimusicales, en actividad en los años sesenta y setenta del siglo XX. 

### El nacimiento del Gruppo di Improvvisazione di Nuova Consonanza
En 1964 nació el Gruppo di Improvvisazione di Nuova Consonanza («Grupo de Improvisación de Nueva Consonancia»), cuyas improvisaciones a menudo llenaban los huecos en los carteles de los festivales y eventos que organizaba la asociación del mismo nombre. El proyecto permitió a Evangelisti desarrollar aún más sus intuiciones anteriores sobre la improvisación libre, lo que lo llevó a definir el grupo como «el primer y único grupo formado por compositores-intérpretes». Precisamente con respecto al GINC, Evangelisti entró en contacto con Larry Austin durante una residencia de este último en la Academia Americana en Roma, que, en este período, estaba desarrollando en Los Ángeles, interpretaciones de John Cage y Stockhausen, basadas en la improvisación colectiva junto con el grupo de extracción jazzística New Music Ensemble, con el que nació una profunda relación de intercambio y colaboración. El GINC actuó por primera vez en 1965, en el contexto del III Festival de Nueva Consonancia, con una formación que incluía en los instrumentos electrónicos a Franco Evangelisti, el alemán Roland Kayn y los estadounidenses Larry Austin, John Heineman y John Eaton, así como William O. Smith (clarinete) y el húngaro Ivan Vandor (saxofón).

### 1966: el primer álbum
En 1966, después de la salida de Eaton y Smith del grupo, ingresaron el estadounidense Frederic Rzewski y dos famosos estudiantes de Petrassi: Mario Bertoncini, que ya era uno de los fundadores de la asociación Nuova Consonanza, y Ennio Morricone, antiguo compañero del periodo de Darmstadt y compositor de bandas sonoras y canciones de música ligera italiana. Ennio Morricone, que con el GINC tuvo la oportunidad de volver a los pasos de la música experimental y vanguardista, recuerda en una entrevista con Valerio Mattioli, cómo «la música que hacíamos era improvisada a partir de ejercicios específicos: hicimos meses y meses de improvisación sobre parámetros muy precisos, nos registrábamos, por la noche nos escuchábamos y nos criticábamos. Fue una cosa muy cuidadosa». El resultado fue un álbum homónimo de improvisación libre de los fuertes acentos de cámara de extracción culta, en el que destacaron los instrumentos «preparados» de origen cageiano mezclados con instrumentos electrónicos, cuyo sonido rememora paisajes oníricos y suspendidos. Para la reedición estadounidense del álbum, RCA tituló " The Private Sea of Dream" y lo atribuyó a "The Group", con un lanzamiento al mercado dirigido a un público más descaradamente psicodélico y definiéndolo como "música de improvisación para las extensiones modernas de sueños

### 1968-1970: DeImprovisationenpara Deutsche Grammophon a The Feed-back
En los años que siguieron al primer álbum, la formación experimentó continuos cambios. En 1968, además de Evangelisti, Morricone, Bertoncini y Heineman, estuvieron presentes el percusionista Egisto Macchi y el contrabajista Walter Branchi. Es con esta formación que en 1968, descontentos con las distorsiones impuestas por RCA para la edición estadounidense, publican su Improvisationen para el sello de música culta Deutsche Grammophon. Es en estos años que comienzan a tocar en el teatro Beat '72, frecuentado entre otros por Carmelo Bene y Giacinto Scelsi, un símbolo del jazz libre y de la naciente escena underground romana. Fue el contacto con esta escena lo que llevó al grupo a reflexionar: «nuestra música era muy gestual, abstracta, quizás incluso difícil... Evangelisti quería satisfacer los gustos de las generaciones más jóvenes, así que en cierto momento pensamos: ¿por qué no añadimos una guitarra eléctrica? Y luego, inmediatamente después: ¿por qué no metemos también una batería?» (Morricone). Así nació en 1970 su siguiente álbum, The feed-back, nombre con el que también cambiaron temporalmente el nombre del grupo. Los Feed-back, que tenían a Bruno Battisti D'Amario en la guitarra y a Vincenzo Restuccia en la batería, con la intención declarada en la portada de querer dar «una línea completamente nueva y más valiente en el campo de la música beat», adquirió un sonido decididamente más jazz-funk, que según Mattioli anticipaba el rock crudo de Can,, mientras que según Cresti una canción como Quasars anunciaría atmósferas post-punk con una década de antelación.

### 1971: regreso a la música contemporánea
Después de esta breve incursión en la música popular, Evangelisti y los suyos volvieron a ocuparse de la música contemporánea, retomando el antiguo nombre. En 1971, el Gruppo di Improvvisazione Nuova Consonanza contribuyó a la grabación de la partitura de Ennio Morricone para Los fríos ojos del miedo y al final del mismo año participó en el festival Musica-Improvvisata, organizado por Beat '72.

## Miembros
- Larry Austin
- Mario Bertoncini
- Walter Branchi
- John Eaton
- Franco Evangelisti
- John Heineman
- Roland Kayn
- Egisto Macchi
- Ennio Morricone
- Frederic Rzewski
- William O. Smith
- Ivan Vandor

## Discografía

### Como Gruppo di Improvvisazione Nuova Consonanza
- 1966 - Gruppo di Improvvisazione Nuova Consonanza, LP RCA
- 1969 - Improvisationen LP Deutsche Grammophon's Avant Garde series
- 1973 - Gruppo d'improvvisazione Nuova Consonanza
- 1975 - Nuova Consonanza, LP Cinevox Records. Ristampa 2007 CD Bella Casa.
- 1976 - Musica su schemi, LP Cramps Records. Ristampa 2002 CD Get Back.
- 1992 - 1967-1975, CD Edition RZ
- 2000 - Ennio Morricone - Gli Occhi Freddi Della Paura (Colonna sonora originale), LP Dagored.
- 2006 - Azioni, CD Die Schachtel.

### Como The Feed-back
- 1970 - The feed-back, LP RCA